# Cantone di Saint-Pierre-Église
Il Cantone di Saint-Pierre-Église era una divisione amministrativa dell'arrondissement di Cherbourg.
È stato soppresso a seguito della riforma complessiva dei cantoni del 2014, che è entrata in vigore con le elezioni dipartimentali del 2015.
Comprendeva i comuni di:
- Brillevast
- Canteloup
- Carneville
- Clitourps
- Cosqueville
- Fermanville
- Gatteville-le-Phare
- Gonneville
- Gouberville
- Maupertus-sur-Mer
- Néville-sur-Mer
- Réthoville
- Saint-Pierre-Église
- Le Theil
- Théville
- Tocqueville
- Varouville
- Le Vast